# Usina termoelétrica Pecém II
A Usina Porto do Pecém II é uma usina termoelétrica instalada no Complexo Industrial e Portuário do Pecém (CIPP), em São Gonçalo do Amarante.
A Usina tem capacidade total de 365 MW. Entrou em operação em outubro de 2013, e pertence atualmente à Eneva, que também opera a Usina Termelétrica Porto do Itaqui, movida a carvão mineral, e o Complexo Termelétrico Parnaíba, movido à gás natural, ambos localizadas no Maranhão, além da Usina Solar Tauá, no Ceará.